# Чайковський Андрій Федорович
Чайковський Андрій Федорович народився 1 січня 1947 р., Боярка, Київська область — радянський та російський військовий і державний діяч, контр-адмірал Російської Федерації у відставці, начальник особливого відділу КДБ Балтійського гарнізону, депутат Верховна Рада РФ

## Життєпис
Андрій Чайковський народився у місті Боярка, Київської області. Закінчив Севастопольське вище військово-морське училище ім. П. С. Нахімова, Вищу школу КДБ СРСР.
Служив на атомних підводних човнах. З 1970 року в системі КДБ СРСР, був начальником особливого відділу КДБ Балтійського гарнізону, начальником відділу Управління КДБ СРСР по Калінінградській області; після обрання до Парламенту був заступником голови Комісії Ради Національностей з репресованим і депортованим народам, членом Комісії Президії Верховної Ради РФ по проблемам радянських німців і Комісії Президії Верховної Ради РФ з питань російського зарубіжжя, входив до складу фракції «Вітчизна»; обирався членом ЦК Компартії РФ (1990); має державні нагороди.
У серпні 1991 р. під час спроби державного перевороту не підтримав дії ГКЧП, призупинив членство в КПРС і вийшов у відставку з органів КДБ. Виступав за посилення відповідальності за вчинення посадових злочинів, хабарництво, бандитизм, корупцію, спекуляцію; за прискорення розробки правових механізмів у вирішенні спірних питань між республіками і центром; за вирішення питань соціальної захищеності військовослужбовців та їх сімей; за підвищення престижу та матеріальної забезпеченості військової служби. Його син -Чайковський Сергій - член партії ЄР підтримав Путіна в агресії проти України 